# دوار المروحية

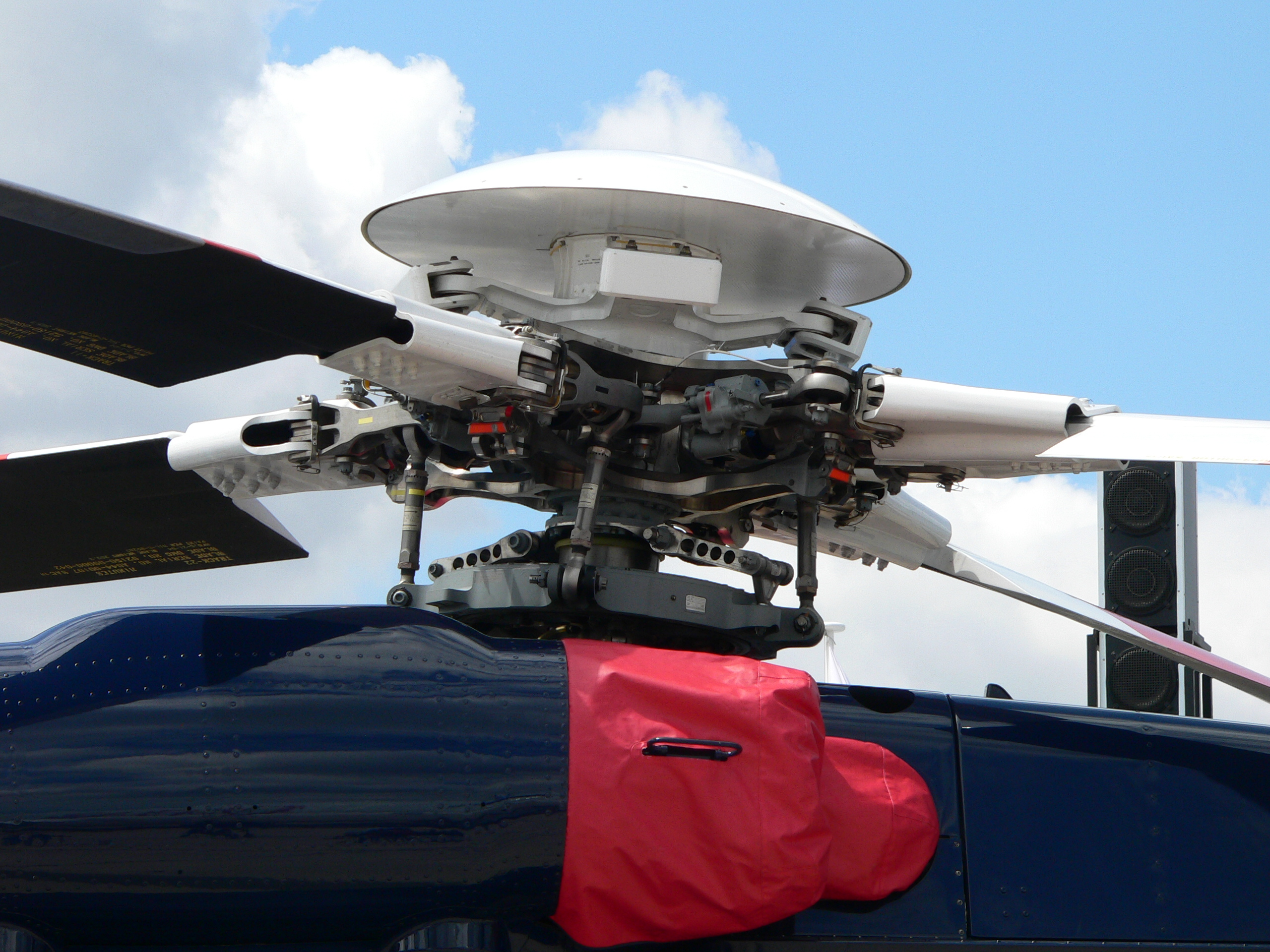
رأس دوار متطور لطائرة سيكورسكي S-92.

دوار المروحية (بالإنجليزية: Helicopter rotor)‏ ويسمى أيضا نظام الدوار (بالإنجليزية: rotor system)‏ هو الدوار الرئيسي للمروحية الذي ينتج قوة رفع ايروديناميكية للمروحية، ويثبت على السارية الرئيسية فوق المروحية، ويوجد أيضا بالمروحية دوار الذيل أو الدوار الخلفي. ويكون به ريشتان أو أكثر، ويتحكم القرص المتراوح [الإنجليزية] المرتبط بأدوات التحكم بتأرجح الريشة مما يعطي قوة الرفع للأعلى وقوة دفع للأمام لمواجهة مقاومة الهواء، بينما دوار الذيل يعطي دفعا ليعادل لي الدوار الرئيسي.
قطر دوار المروحية كبير نسبيا، لكي يعطي طاقة قصوى وكفاءة دفع للسرعات التي تحلق طائرات هليكوبتر.

## مراحل التطوير

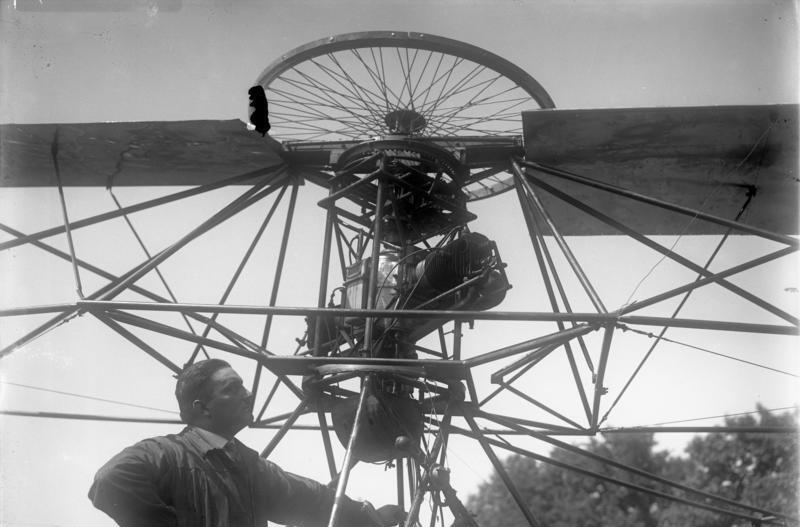
دوار مروحية من تصميم المهندس الألماني انجلبرت زاجكا سنة 1927، والصورة من الأرشيف الفيدرالي الألماني

قبل تطوير المروحيات خلال منتصف القرن العشرين كانت أبحاث مخترع آلة الأوتوجيرو خوان دي لا سيرفا قد طورت الكثير من أسس الدوار. وقد كان له الفضل في التطوير الناجح لنظام دوار متعدد الريش ومفصلي بالكامل.
وبالثلاثينات من نفس القرن طور أرثر يونغ التوازن لنظام الدوار ذي الريشتين وذلك بإدخال عمود التوازن. وهذا النظام يستخدم بكثرة في مروحيات بيل ومروحيات هيللر، وأيضا بالمروحيات الألعاب ذات التحكم عن بعد.

## تصميم رأس الدوار
عندما يعمل محرك الطائرة فإنه يشغل جهاز نقل الحركة أو علبة التروس والذي بدوره يعمل على إدارة السارية فمنه يعمل دوار المروحية. والسارية هي قضيب معدني اسطواني الشكل يحركها بالأسفل ناقل الحركة كي تدور في الأعلى. ويتكون رأس الدوار من محور عجلة صلب (بالإنجليزية: hub)‏ وتكون به نقاط لتثبيت الريش والوصلات الميكانيكية المصممة للتحكم بانحدار الريش. تثبيت الريش بالمحور يكون بعدة طرق، تلك الطرق يصنف بها نظام الدوار -كيفية تثبيت الريش وتحركها مقارنة مع المحور الرئيسي-. ويوجد لها ثلاث تصنيفات أساسية: ثابتة وشبه ثابتة ومفصلية بالكامل، بالرغم من أن الأنظمة الحديثة للدوارات تستخدم مزيج هندسي لتلك الأنواع.

### القطع وعملها

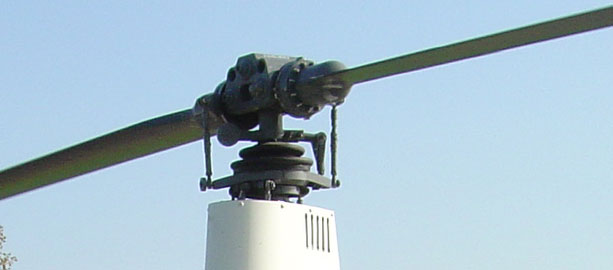
رأس دوار بسيط لروبسون R22

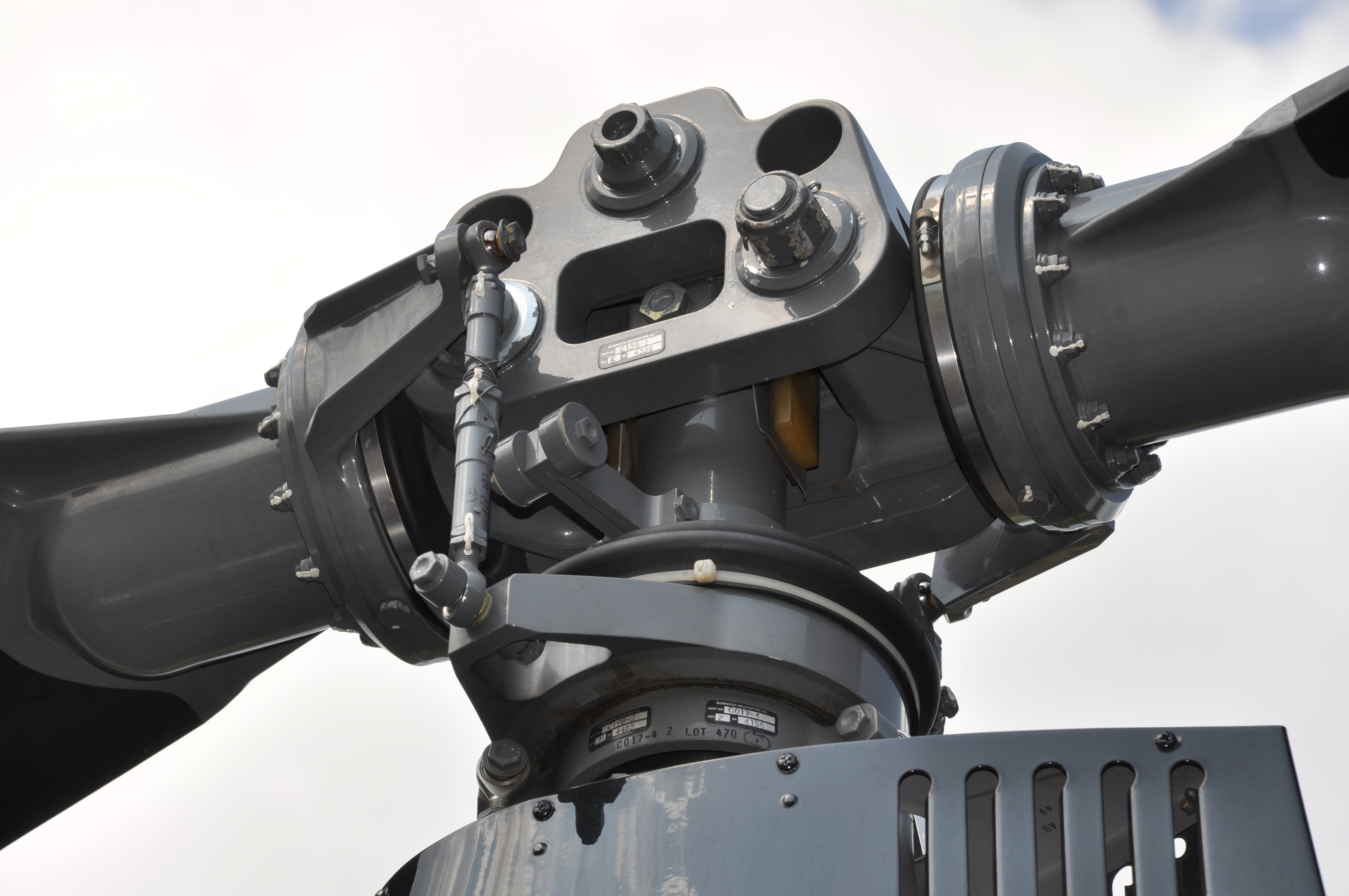
دوار مروحية متطور لمروحية روبسون R44

بالصورة دوار بسيط لمروحية (Robinson R22) ونرى التالي:
- القضبان المتصلة بالقرص المتراوح (Swashplate) تقود الأجزاء التالية:
  - مفاصل التأرجح (Pitch hinges) تسمح الريش للتفتيل أي تغيير التأرجح PITCH أو الانعطاف ROLL.
- مفصل متمايل (Teeter hinge)، وهذا يسمح لريشة بالارتفاع للأعلى بينما الأخرى تكون منخفضة. ويكون الارتفاع والانخفاض بحالة التأرجح أو الانعطاف ويجب أن يكون متناسق، بحيث تسمح للدوار بالتأرجح والانعطاف بشكل منفصل عن هيكل الطائرة، ولكي تعطل الدفع العكسي Negative-G.
- وصلة المقص والثقل الموازن ينقل دوران العمود الرئيسي إلى أعلى القرص المتراوح.
- أغطية مطاطية لحماية الأجزاء المتحركة والثابتة.
- القرص المتراوح العلوي (يكون متحركا)، والإرسال من أدوات توجيه الطيران للريش.
- ثلاث قضبان تحكم ثابتة ترسل تعليمات الانحدار إلى القرص المتراوح السفلي.
- السارية الرئيسية والتي تؤدي إلى علبة التروس الرئيسية.

### القرص المتراوح
يتكون القرص المتراوح (swash plate) من قرصين متحدي المركز، إحدهما وهو الجزء العلوي يتحرك مع الريش وهو مرتبط بها خلال وصلات التأرجح، بينما الآخر يكون ثابت ويمكن تأرجحه بواسطة الطيار عن طريق أدوات التوجيه وهما مجمع التأرجح (Collective pitch) ويدة التدوير (cyclic stick).
يتغير تأرجح ريش الدوار الرئيسي خلال دورانها لكي تتحكم في مقدار واتجاه الدفع الموجه. مجمع الانحدار الموجود بالكابينة يستخدم لرفع أو خفض الدفع للدوار بشكل عمودي على محور الدوران، ويتحكم أيضا بمقدار كمية الدفع الموجهة، لذلك يتغير تأرجح الريشة خلال دورانها بشكل فعال لإمالة قرص الدوار والتحكم بإتجاه الدفع الموجه. القرص المتراوح يتحكم بدوره باختلاف التأرجح للريش.
الدوار الذي به أكثر من ريشتان يكون لديه توصيلتان مخصصتان، بحيث تجعل القرص المتراوح الداخلي يدور. ولكن بحالة نظام الدوار بريشتين فإن الريش تتولى هذه المهمة. يستطيع القرص المتأرجح تغيير الإتجاه عموديا والإمالة لعدة درجات. خلال التغيير والإمالة فإن القرص الثابت يتحكم بالقرص المتحرك، والذي بدوره يتحكم بتأرجح كل ريشة على حدة.

### دوارات مفصلية
بنى خوان دي سيرفا نماذج مصغرة للأوتوجيرو لفحص تصميمه الجديد، ولكن بعد ظهور النتائج الواعدة، بدأ ببناء نموذج متكامل. ولكن قبل الشروع بالطيران، تمايل الأوتوجيرو بشكل غير متوقع مما أدى لتحطيمه. وقد اعتقد أن السبب هو هبوب ريح مفاجئة، فأعاد بناؤها لكنها تعرضت لنفس الحادث. هذه الانتكاسة جعلت سيرفا يفكر جديا لماذا نجحت النماذج المصغرة بالطيران بينما فشل النموذج المتكامل.
أدرك سيرفا بأن الريشة المتقدمة في اتجاه تنتج قوة رفع أكثر من الريشة الراجعة للإتجاه الآخر خلال زيادة بالسرعة الجوية بالجهة المتقدمة مما يخلق قوة التفاف (rolling force). فالنماذج المصغرة كانت مصنوعة من مواد مرنة خصوصا من نبتة الروطان، حيث الريش تصفق وتعادل الرفع غير المتجانس فتمتص قوة الرفع غير المتماثل. فاستنتج سيرفا بأن محور الدوار المصنوع من الحديد كان صلبا بعض الشيء، لذلك عمل فصالات متحركة على محور الدوار.
حلت الفصالات المتحركة مشكلة الالتفاف، ولكن محور الأفقي سيسبب الضغط حيث أن مركز الثقل للريشة سيتحرك كلما خفقت الريش. وللمحافظة على العزم الزاوي فإن سرعة الريش ستزداد وتتباطأ تبعا لحركة مركز الثقل إلى الداخل أو للخارج تماما كالدوران في حالة التزلج على الجليد، فأضاف سيرفا فصالات تابع ومتبوع أو مايسمى فصالات دلتا لتقليل الضغط الجانبي.

#### مفصلية بالكامل
بنظام المفصلي الكامل، تكون كل ريشة متصلة بمحور الدوار من خلال مجموعة من المفاصل، مما يسمح لكل شفرة بحرية حركتها عن الشفرات الأخرى. ويتكون هذا النظام من ثلاث شفرات فما فوق. تلك الشفرات تستطيع التمايل والتجديف وتكون تابع ومتبوع بشكل منفصل عن الأخرى. يسمى المفصل الأفقي بمفصل التموج ويسمح الشفرة بالحركة العمودية (فوق وتحت) وتلك الحركة التموجية تعمل لمعادلة مايسمى (الرفع غير المتجانس) ويثبت مفصل التموج بمسافات مختلفة من محور الدوار وقد يكون هناك أكثر من مفصل. أما المفصل العمودي ويسمى تابع-متبوع أو مفصل السحب، ويسمح بالحركة الأفقية (أمام وخلف أو السحب). ويوجد بها المنظم لكي يمنع زيادة بالحركة الخلفية أو الأمامية حول مفصل السحب. وميزة هذا المنظم ومفصل السحب لكي يعادل ما بين تزايد السرعة وتناقصها التي تحصل بسبب تأثير كوريوليس. بإمكان كل ريشة التجديف وذلك بدورانها حول محورها الطولي. فالتجديف يعني تغيير بزاوية التأرجح للريشة، فالتغيير بزاوية التأرجح للريش سوف يسيطر على الدفع واتجاه قرص الدوار الرئيسي.

#### الثابت
نظام الدوار الثابت يكون المحور والسارية والريش ثابتة rigid (عكس مرنة flexible) مع بعضها البعض، لذلك فنظامها الميكانيكي ابسط من نظام الدوار المفصلي. فلا يوجد لديها مفاصل أفقية أو عمودية حتى تتمكن الريش من السحب أو التموج. وأحمال التشغيل الناتجة من الخفقان والقوى -التابع أو المتبوع- ستُمتص بإمالة الريش أكثر مما لو أن بها مفصل. بالانحناء تعادل الريش نفسها مع القوى التي تتطلب مفاصل قوية. فالنتيجة أن ردة فعل التحكم بنظام الدوار يكون أقل تباطئاً لأن الدوار نفسه أقل تمايلا. يلغي النظام الثابت خطورة اهتزاز السارية المتأصلة بالدوارات شبه الثابتة. ويسمى هذا الدوار أيضا باسم دوار لامفصلي.

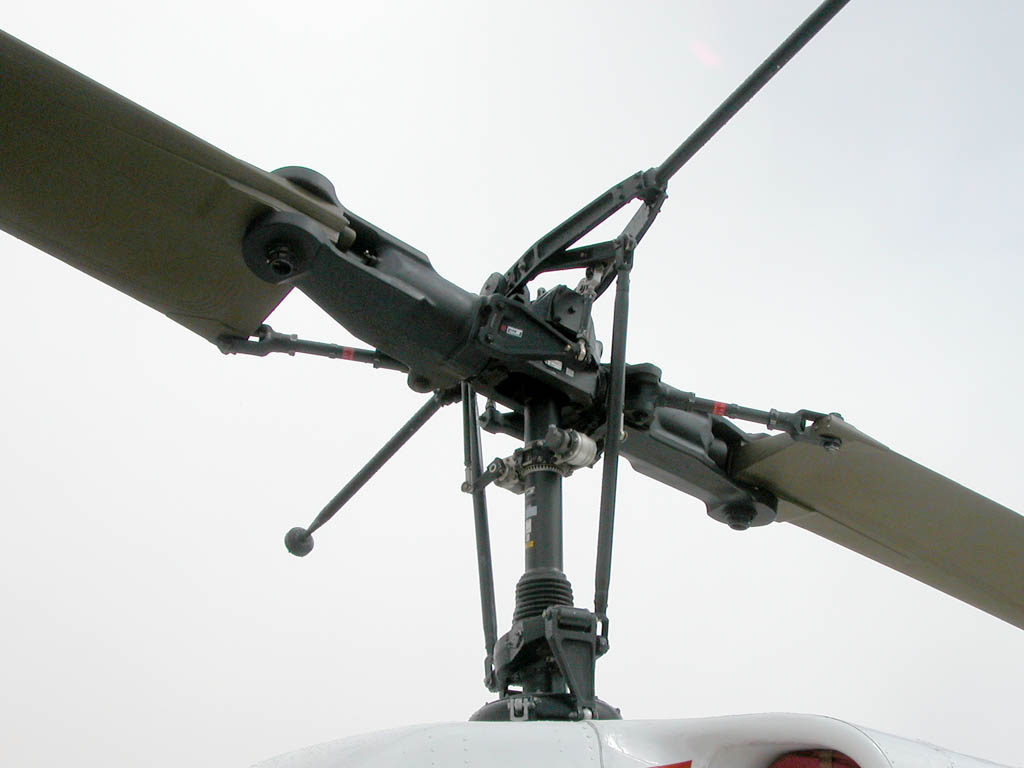
نظام دوار شبه ثابت

#### شبه ثابتة
يعطي نظام شبه الدوار حركتين مختلفتين، التمايل والتجديف. ويحتوي على عدد 2 من الريش الملتصقة بثبات على المحور الدوار والذي بدوره يكون ملتصقا بالسارية بواسطة حامل المبرم مرتكز الدوران أو مفصل متأرجح ويكون حر الميلان على عمود الدوران الرئيسي. تلك الطريقة تجعل الريش تتأرجح معا، فإذا إحداهما تأرجحت للأعلى فإن الأخرى تخفق للأسفل. أما التجديف فإنه يكتمل مع فصالات التجديف، والتي تغير من زاوية التأرجح للشفرة، بما أنه لا يوجد مفصل للسحب العمودي، لذلك فالقوى (تابع ومتبوع) ستُمتص بإمالة الريشة.
المروحية ذات الدوار شبه الثابت تكون عرضة لحالة تعرف باهتزاز السارية والتي تسبب بتوقف تأرجح الدوار فيقطع السارية. تحصل حالة اهتزاز السارية خلال حالة (low-G) وهي حالة انعدام الوزن للطائرة كالسقوط أو عملية مناورة أفقية سريعة، لذلك فكتيب التشغيل يعطي تعليمات لتجنب جميع حالات انعدام الوزن (low-G).

##### عمود التوازن
اكتشف أرثر يونغ أن الثبات سيزداد بشكل ملحوظ عند إضافة عمود التوازن (stabilizer bar) بشكل عمودي على الريش. فعمود التوازن ينهي التأرجح مما يبقيه ثابت نسبيا في حالة الطيران. يرتبط هذا العمود بالقرص المتراوح بمثل تلك الحالة لتقليل معدل الانحدار. فالريشتان تتأرجحان كقطعة واحدة ولهذا فلا يكون من حاجة لفصالات تابع ومتبوع، الدوار بأكمله سيقلل السرعة ويزيدها بالدورة الواحدة.
نظام الريشتين يحتاج إلى فصالة متمايلة وفصالتان مخروطيتا الشكل للسماح لقرص الدوار بالحركة المخروطية عندما يزداد الدفع. المروحيات ذات النظام (fly by wire) يكون الكمبيوتر مع الجيروسكوب ومجس فينتوري بديلا عن الموازن. هذا التصميم بدون عمود له ميزة إعادة تشكيله بسهولة.

#### الموحد
بعض أنظمة الدوار الحديثة تستخدم كلا من أساسيات أنظمة الدوار المذكورة أعلاه. بعض محاور الدوار تشكل كمحور متحرك، مما يسمح بميلان الشفرة (تجعلها مرنة) بدون الحاجة إلى قواعد ارتكاز (سنادات) أو فصالات. وتسمى تلك الأنظمة بالمتمازج flexture أي Flex-mixture‏، وتكون مصنعة من خليط خامات. تكون قواعد الارتكاز المرنة مصنوعة من المطاط ولها محدودية الحركة، وهي صالحة وبشكل مناسب بتطبيقات المروحية، وقد تستعمل كبديل عن قواعد الارتكاز التقليدية. لاتحتاج تلك قواعد الارتكاز المرنة أو المتمازجة إلى تشحيم، لهذا فهي سهلة الصيانة، بالإضافة إلى امتصاصها للاهتزازات مما يعني مجهود أقل وعمر أطول لصيانة قطع المروحية.

### دوار الذيل
دوار الذيل أو الدوار الخلفي يكون أبسط وأصغر من الرئيسي، عندما تكون الحاجة لتحكم الدفع خلال التغير بالانحدار. ويستخدم قرص متراوح بسيط للتحكم بمجموع الانحدار. دوار ذيل ذات ريشتين معها فصالة متمايلة للمعادلة مع الرفع غير المتماثل.

## أشكال الدوار

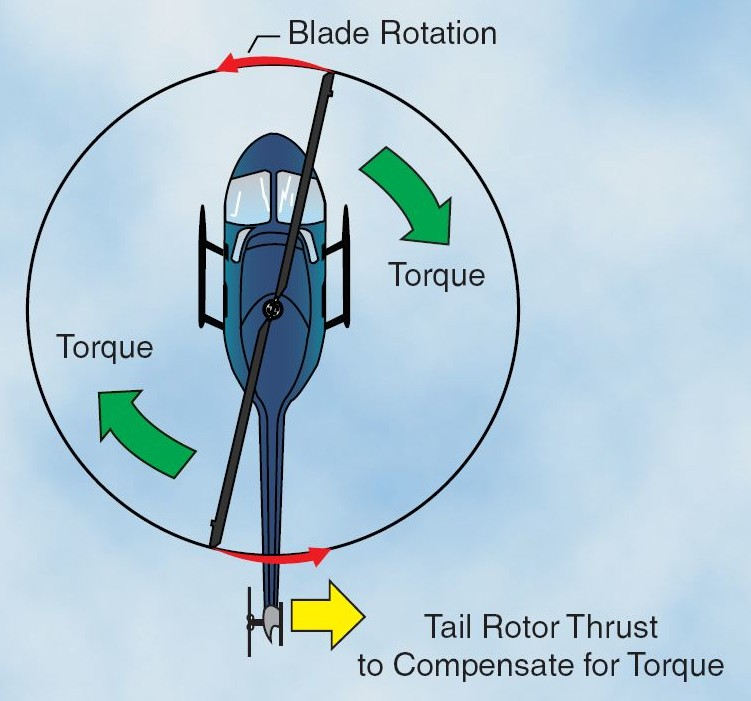
تأثير عزم الدوران ومعاكس عزم الدوران على المروحية

معظم المروحيات تحتوي على دوار رئيسي واحد ولكنه يحتاج إلى دوار آخر للتغلب على عزم الدوران أو الالتواء. وهذا يكتمل من خلال دوار التأرجح أو معاكس اللي أو مايسمى بدوار الذيل، وهو التصميم الذي إختاره إيغور سيكورسكي لمروحيته (VS-300) وأصبح معترف به في تصميم المروحيات وغن تغيرت أشكالها. فعند النظر إليها من الأعلى نجد التصاميم من ألمانيا وبريطانيا والولايات المتحدة تسير عكس عقارب الساعة، بينما التصاميم الأخرى فتسير مع عقارب الساعة. وهذا يجعل من الصعب إيجاد فروقات الآثار الديناميكية الهوائية على الدوار الرئيسي ما بين التصاميم المختلفة.

### دوار رئيسي مفرد
إنتاج عزم الدوران في حالة دوار رئيسي مفرد يظهر مع تدوير المحرك للدوار. فتأثير عزم اللي أو عزم الدوران يجعل جسم المروحية يسير بالإتجاه المعاكس لحركة الدوار. لمنع هذا التأثير فإنه يحتاج إلى استعمال معاكس عزم اللي، مع هامش من القوة المتوفرة لكي يبقي على اتجاه المروحية وأيضا التحكم بالانعراج.
أما أشهر ثلاث أنواع من أنظمة التحكم التي تستخدم اليوم فهي:
1. نظام دوار الذيل التقليدي
2. نظام فنسترون المروحة الداخلية المصندقة لطائرات الايروكبتر
3. نظام مروحية عديمة دوار الذيل (NOTAR) لأنواع أخرى من المروحيات.

#### الدوار الخلفي

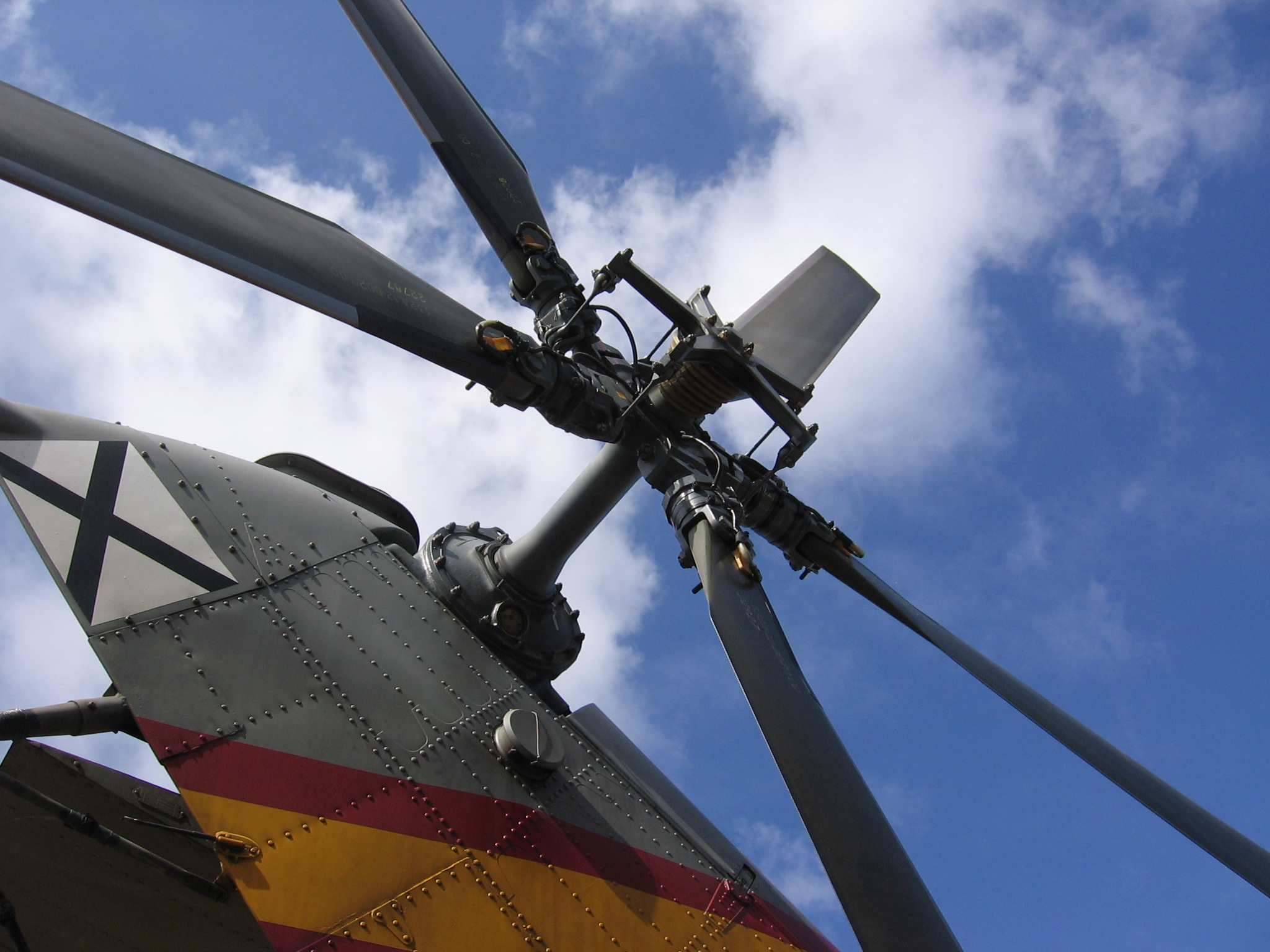
دوار خلفي لمروحية ايروسباسيال أس إيه 330 بوما

الدوار الخلفي هو دوار يكون أصغر حجما ويثبت بشكل عمودي أو شبه عمودي على ذيل الطائرة أحادية الدوار التقليدية. وهو إما يسحب أو يدفع الذيل ليعادل عزم اللي. يحتوي نظام قيادة دوار الذيل على عمود القيادة drive shaft ويسيَر عن طريق جهاز نقل الحركة الرئيسي (main transmission) وعلبة التروس الموجودة بآخر الذيل. ويحتوي عمود القيادة على عمود طويل مفرد أو مجموعة من الأعمدة الصغيرة المتصلة ببعض بوصلات مرنة. تلك الوصلات تسمح بمرونة عمود القيادة مع صندوق الذيل. تزود علبة التروس الموجودة بنهاية صندوق الذيل تحكم زاوي للدوار الخلفي وقد يكون له غيار لتعديل السرعات للحصول على سرعة الدوران المثلى لدوار الذيل والتي تقاس بعدد الدورات بالدقيقة (RPM). بالمروحيات الكبيرة فإن علبة التروس الوسطى تستخدم لتحويل عمود قيادة الدوار الخلفي خلال صندوق الذيل المخروطي إلى أعلى قمة الدوار الخلفي، وهي أيضا تعمل وكانها موازن عمودي لتخفيف متطلبات القدرة لدوار الذيل عند الطيران الأمامي. وهي أيضا تعمل لإعطاء عاكس لعزم الدوران محدود خلال سرعة معينة عند فشل دوار الذيل أو أدوات التوجيه بدوار الذيل بالعمل بشكل مناسب.

#### مروحة قناتية الذيل

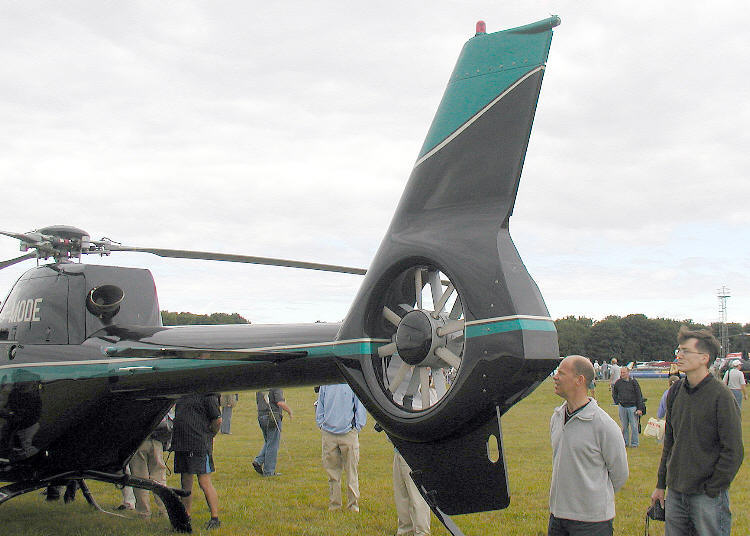
مروحة قناتية على مروحية من نوع EC 120B

فنسترون أو مروحية قناتية الذيل هما علامات تجارية للمراوح الإنبوبية أو القناتية تكون مثبتة بنهاية صندوق الذيل للمروحية وتستخدم كبديل عن دوار الذيل أو الدوار الخلفي. ويكون بها ما بين 8 إلى 18 ريشة مثبتة بشكل غير منتظم حتى يجعل الضوضاء تتوزع بذبذبات مختلفة. الغطاء يكون متكامل مع جسم الطائرة ويعطي دوران سريع جدا، لهذا فالمروحة القناتية تكون أصغر من الدوار الخلفي التقليدي.
استخدم فنسترون لأول مرة في نهاية الستينات بالنسخة التجريبية الثانية من (SA 340) واستخدم بالنسخ التالية من مروحيات ايروسباسيال الغزال (SA 341 Gazelle)، بالإضافة إلى مروحية ايروكوبتر والنسخ التي تلتها. استخدم الدوار الخلفي ذو المروحة الإنبوبية بمشروع المروحية العسكرية كومانشي الخاضعة لجيش الولايات المتحدة.

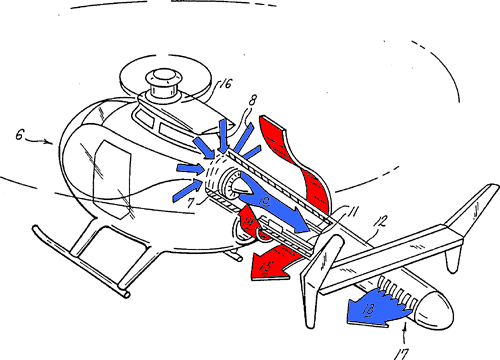
رسم تصويري يبين حركة الهواء خلال نظام عديمة دوار الذيل NOTAR

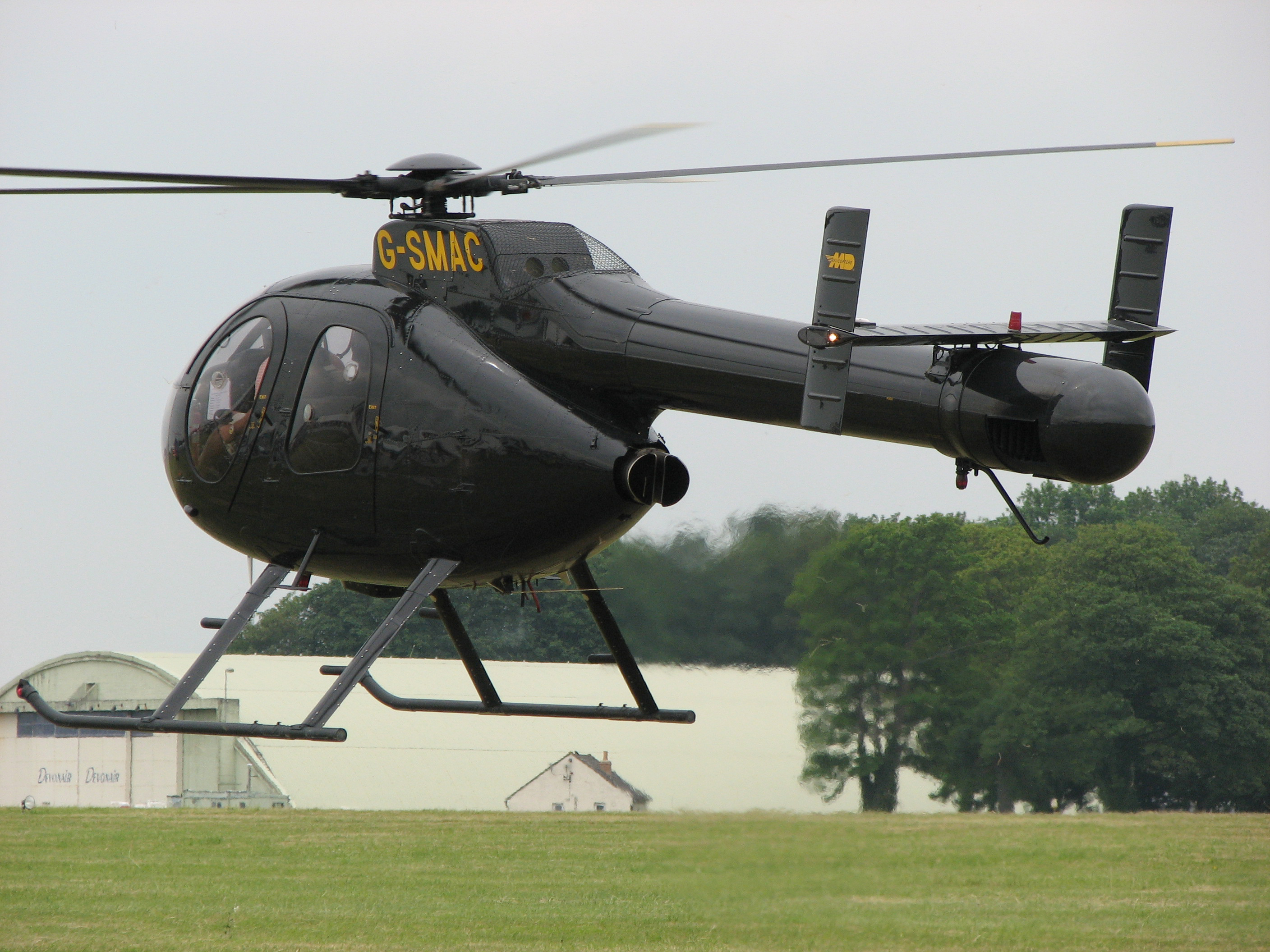
مروحية MD عديمة دوار ذيل

#### عديمة دوار الذيل
نظام مروحية عديمة مروحة الذيل (نوتار أو NOTAR) وهي مختصر ل NO TAil Rotor، وهو نظام مانع لعزم الدوران بالمروحية، شبيه لعمل الدوار الخلفي ولكن بدون أي مروحة خلفية. وتلك النظرية أخذت بعض الوقت حتى أتت بشكلها الحالي، وهي فكرة بسيطة تستخدم ظاهرة كواندا لعمل منع عزم الدوران. حيث توجد مروحة ذات تأرجح متغير داخل المقطع الخلفي للهيكل وامام صندوق الذيل مباشرة، وتعمل بواسطة علبة التروس. تلك المروحة تزود هواء ذو ضغط منخفض خلال فتحتين على يمين صندوق الذيل مسببة انجراف سفلي من الدوار الرئيسي ليتشبث بصندوق الذيل مسببا برفعها، لهذا فكمية منع عزم الدوران يكون طرديا مع كمية تيار الهواء المجروف من الدوار. ويتم رفع بواسطة الدافع النفاث (وهو يعطي أيضا تحكم موجهة للانعراج واتزان عمودي) كما بالصورة المقابلة.
يَعود تطوير نظام مروحية عديمة دوار الذيل إلى عام 1975 عندما بدأ المهندسون في شركة مروحيات هيوز بتطوير العمل بهذا المفهوم. وقد طارت أول طائرة بنظام مروحية عديمة دوار الذيل لهيوز في ديسمبر 1981. وطارت في مارس 1986 مروحيات جديدة ومطورة لأول مرة وأتمت فحص الطيران المتقدم بنجاح باهر، وأثبتت بأنها تطبيقات المستقبل لتصميم المروحية. حالياً توجد ثلاثة أنواع للمروحيات تمزج تصميم عديم دوار الذيل وجميعها تصنع بواسطة «مروحيات MD».

#### طرف ريشة نفاث
هناك نظام مغاير لما سبق ولايستخدم أيضا دوار الذيل وهو دوار طرف الريشة النفاث حيث أن الدوار الرئيسي لا يقاد بالسارية، ولكن من خراطيش موجود بطرف شفرات الدوار. بحيث تكون مضغوطة من عنفة غازية مثبت بالهيكل أو تكون لها محركاتها الخاصة، لكن تلك الطريقة بسيطة وتمنع عزم الدوران، النماذج الأولى التي تم بنائها هي أقل كفاءة في الوقود من المروحيات التقليدية وأكثر إنتاجا للضوضاء. فبعضها لم يستطع الارتفاع والبعض استطاع ولكن بهيكل ضعيف جدا. كانت جميع مروحيات هذا النظام اختبارية ولم ينتج منها شيء.

### دوار مزدوج (متعاكس الدوران)
تشكيل الطائرات ذات الدوارات التي تستخدم دوارين أفقيين أو أكثر يكون حركة دوران تلك المراوح متعاكسة الإتجاه لموازنة تأثير عزم الدوران بالطائرة بدون الاعتماد على دوار الذيل الخلفي. وهذا يسمح للطاقة المطلوبة لتحريك الدوار الخلفي بتحريك الدوارات الرئيسية، وذلك لزيادة قدرة الرفع للطائرة. بالأساس يوجد هناك 3 أشكال من المروحيات متعاكسة الدوران:
1. دوارات مترادفة: يكون دواران بحيث أحدهما خلف الآخر.
2. دوارات محورية: يكون بها دواران أحدهما فوق الآخر ولكن بنفس المحور.
3. دوارات متشابكة: يكون بها دواران متقاربان بزاوية مناسبة بينهما للسماح بتشابكهما فوق الطائرة.
4. دوارات عرضية:هذا الشكل موجود بالدوارات المائلة وبعض المروحيات القديمة، حيث دواران كل واحد منهما مثبت على طرف جناح المروحية (مجنحة الشكل).

#### المترادفة

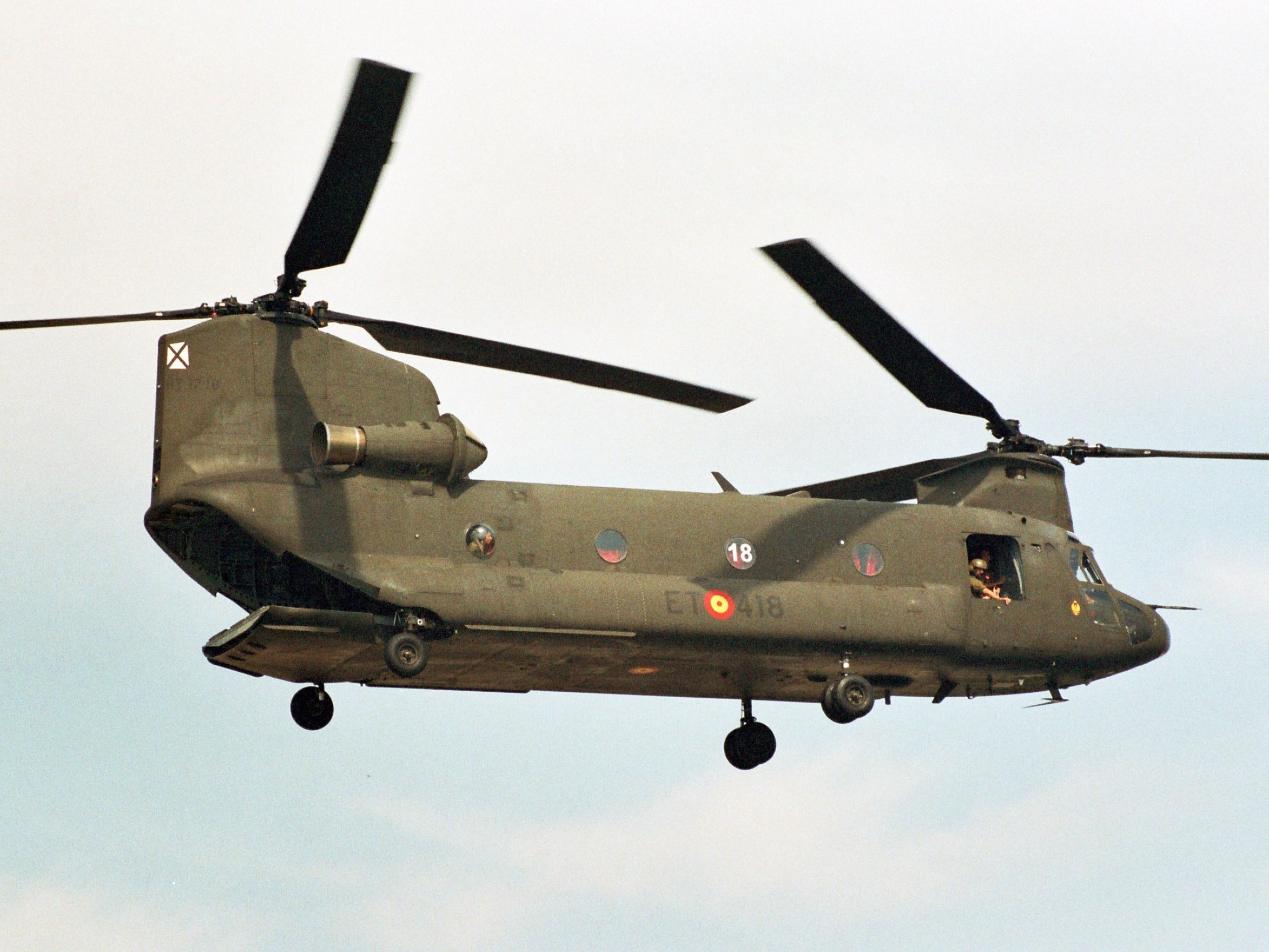
مروحية سى إتش - 47 شينوك

الدوارات المترادفة هي مجموعتان لدوارات أفقية رئيسية مثبتة بشكل مترادف بحيث إحداهما أمام الأخرى. الدوارات المترادفة تاخذ وضعية التأرجح من خلال زيادة سرعة دوار وخفض سرعة الآخر من خلال عملية تسمى فرق مجمع التأرجح وهي أدوات توجيه للمروحية. فإذا أراد الطيار الهبوط للأمام، فإن الدوار الخلفي سيرفع مجمع التأرجح مما يرفع سرعة الدوار الخلفي ويخفض الأمامي مما يخفض مقدمة الطائرة. أما إن أراد التأرجح للأعلى عند تقليل السرعة (أو الرجوع للوراء)، فإن الدوار الأمامي سيزيد من مجموع التأرجح ممايرفع مقدمة المروحية، والدوار الخلفي سيقلل السرعة لكي يخفض الذيل. تحكم الانعراج يظهر من خلال عكس دوران التأرجح لكل دوار، فمثلا للدوران لجهة اليمين، فإن الدوار الأمامي يميل يمينا والدوار الخلفي يسار، أما إن أراد الدوران لجهة اليسار فإن الدوار الأمامي يميل لليسار والخلفي لليمين.

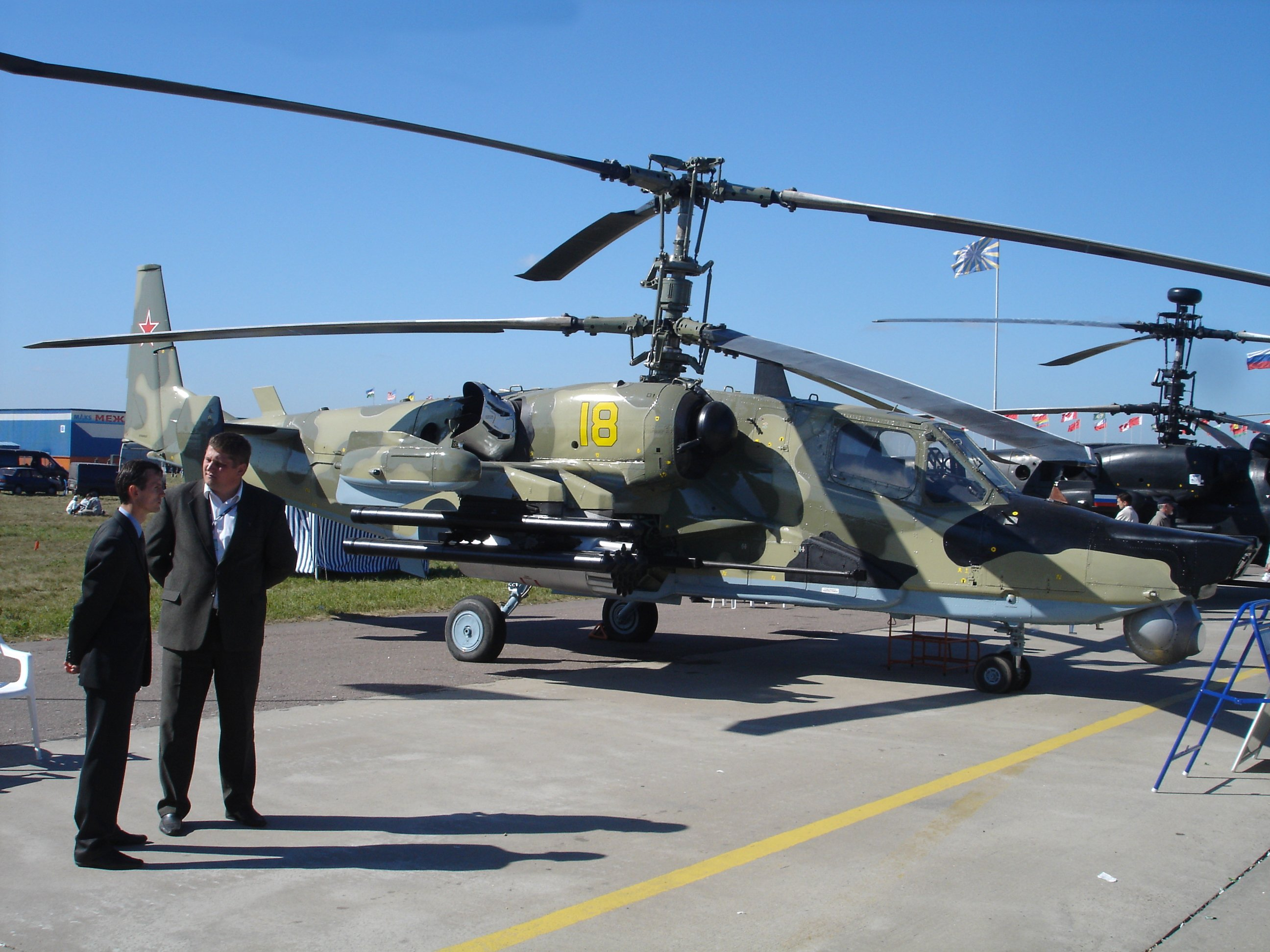
مروحية كاموف Ka-50

#### المحورية
الدوارات المحورية هي دوارات ثنائية تكون على سارية واحدة وتدور باتجاه متعاكس مع بعضها البعض. ميزة الدوار المحوري هو كالتالي: عند الطيران للأمام، فإن توفير الرفع يكون بتقدم نصف الدوار مشتركا مع النصف المتراجع للدوار الآخر، فيمنع أحد الآثار الرئيسية المترتبة على تجانس الرفع وهو انهيار الريشة المتراجعة. وقد أخذ بالاعتبار مشاكل تصميم الدوار المحوري. وهناك زيادة بالتعقيدات الميكانيكية بنظام الدوار بسبب الحاجة إلى توصيلات خاصة وقرص متراوح لكل دوار. بالإضافة إلى أن كل دوار يسير بالإتجاه المعاكس للدوار الآخر مما يجعل السارية ذات تركيبة أكثر تعقيدا، وتغيير التأرجح للدوار العلوي يجب أن يمر خلال نظام الدوار السفلي.

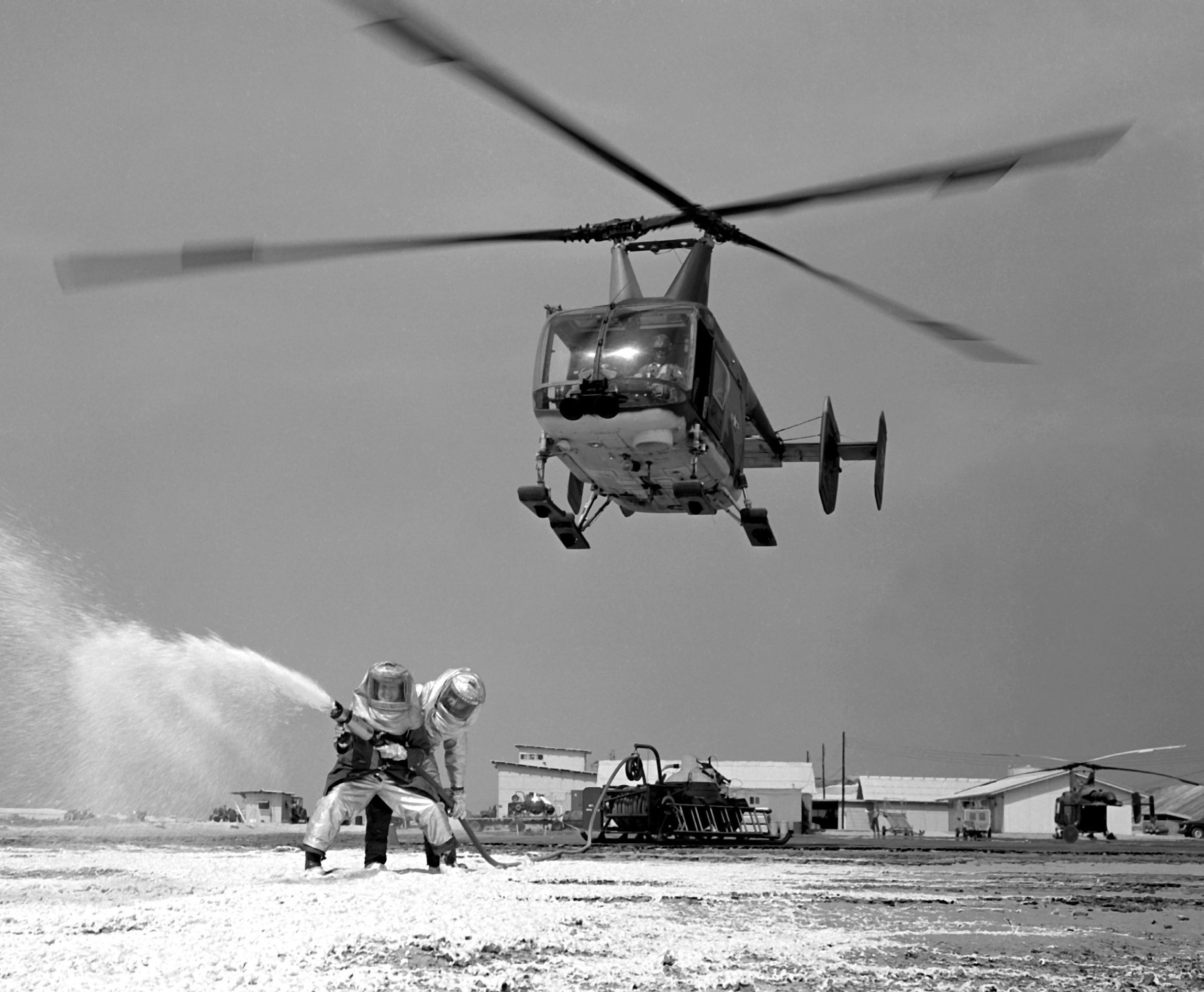
مروحية هوسكي ذات الدوارات المتشابكة

#### المتشابكة
هو نظام يحتوي على دوارين يدوران بإتجاهين متعاكسين لبعضهما، بحيث أن كليهما متقاربان بزاوية مناسبة بينهما للسماح بتشابكهما فوق الطائرة دون أن يصطدما ببعضهما. يسمح هذا التنظيم للمروحية بالعمل دون الحاجة لدوار خلفي. هذا التشكيل يسمى أحيانا ب (synchropter). ميزة تلك المروحيات هي الكفاءة العالية على الثبات والمقدرة على الرفع الثقيل. وقد استخدمت فترة حكم النازيين كمروحيات مضادة للغواصات، تحت مسمى (Flettner Fl 282). وخلال الحرب الباردة تم إنتاج مروحيات هوسكي كما بالصورة لسلاح الطيران لأغراض مكافحة الحرائق. النسخ الحديثة من طائرة كامان تستخدم كرافعة جوية للخدمات الإنشائية.

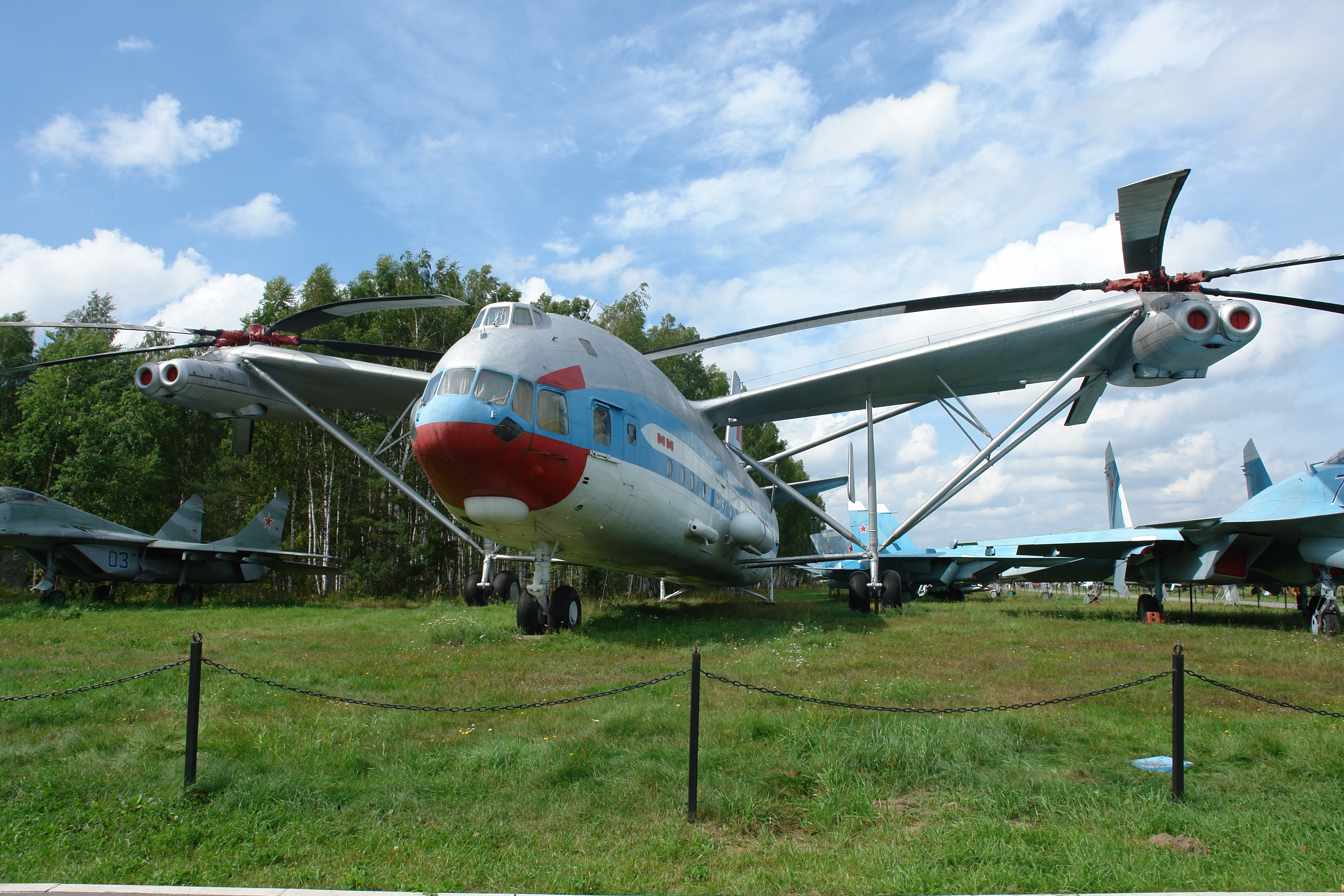
Mi-12

#### العرضية
الدوارات العرضية تثبت على طرفي الأجنحة أو الركائز وهي بالعرض أو متعامدة على هيكل الطائرة. شبيهة للمترادفة والمتشابكة، وهي تستخدم نفس مجمع التأرجح المتفاوت كأداة تحكم. والصورة المجاورة هي لأضخم مروحية بنيت على الإطلاق، وقد تم بنائها زمن الإتحاد السوفياتي.

## تصميم الريشة
ريش المروحية تكون طويلة وذات مقطع جناح حامل ضيق أي ذات نسبة باعية عالية، يجب على شكل الجناح أن يقلل من السحب من الدوامات الطرفية التي تنشأ من طرف الجناح. وهي تحتوي على درجة من الانبعاج لتقليل الرفع الناتج من طرف الجناح، حيث يكون تيار الهواء الأسرع بتلك النقطة مما تتسبب بدوامات طرف الجناح والتي هي مشكلة بحد ذاتها. تلك الريش مصنوعة من معادن مختلفة، ألمونيوم وحديد وتيتانيوم لتغطية الطرف الأمامي للريش.

## المحاذر والمخاطر
المروحية ذات الدوارات المتمايلة مثل نظام الريشتين عند بعض المروحيات يجب أن لا تخضع لحالة low-g بسبب أن تلك أنظمة الدوارات لايمكنها التحكم بوضع الهيكل. وهذا يمكن أن يجعل دوار الذيل والعزم يتحكمان بوضع الهيكل.

## اقرأ أيضا
- دوار فليتنر

## وصلات خارجية
- Rotor Analysis - Blade Element Momentum Theory
- Helicopter Rotorhead Close-up Image Gallery